# Suregada gossweileri
Suregada gossweileri är en törelväxtart som först beskrevs av Spencer Le Marchant Moore, och fick sitt nu gällande namn av Léon Camille Marius Croizat. Suregada gossweileri ingår i släktet Suregada och familjen törelväxter. Inga underarter finns listade i Catalogue of Life.